# بولسواف دوم
بولسواف دوم بخشنده (لهستانی: Bolesław II Szczodry؛ ‏تلفظ لهستانی: [bɔˈlɛswaf]؛‏ ۱۰۴۱ یا ۱۰۴۲ – ۲ یا ۳ آوریل ۱۰۸۱ یا ۱۰۸۲) که به عنوان شجاع یا ستمگر نیز شناخته شده‌است، دوک لهستان از ۱۰۵۸ تا ۱۰۷۶ میلادی و شاه لهستان از ۱۰۷۶ تا ۱۰۷۹ بود. او بزرگ‌ترین پسر کاژیمیش اول لهستان و همسرش ماریا دوبرونیگا - دختر شاهزاده بزرگ ولادیمیر کبیر، شاه کی‌یف - بود.
او به عنوان یکی از تواناترین و بهترین فرمانروایان سلسله پیاست شناخته می‌شود. در دوره شاهان اولیه پیاست، ارز و سکه‌های خارجی در لهستان رایج بود اما بولسواو برای اولین بار، دستور داد تا سکه لهستانی با نقش او بر روی آن، ضرب کنند. او برای نیل به این هدف، ضرابخانه‌های سلطنتی در کراکوف و وروتسواف تأسیس نمود. دیگر اقدامات او نیز بر اقتصاد و فرهنگ لهستان تأثیرات مثبتی گذاردند. او در دوران حکومتش، سخاوتمند نامیده می‌شد؛ زیرا، کلیساها و صومعه‌های زیادی در لهستان ایجاد کرد.